# Alla ricerca di Tadzio
Alla ricerca di Tadzio (übersetzt: „Auf der Suche nach Tadzio“) ist ein Dokumentarfilm aus dem Jahr 1970, der unter der Regie von Luchino Visconti entstand. Er wurde von der RAI für das Programm Cinema 70 von Alberto Luna produziert und am 7. Juni 1970 auf Rai Due ausgestrahlt.

## Inhalt
Der italienische Meisterregisseur Visconti ist 1970 auf der Suche nach dem jugendlichen Hauptdarsteller Tadzio für seine Verfilmung Tod in Venedig des gleichnamigen Romans von Thomas Mann. Nach vielen Szenen mit Schulklassen unter anderem im winterlich verschneiten Polen findet er den schwedischen Schauspieler Björn Andrésen und macht sofort Probeaufnahmen von ihm.

## Wertung
Ein ganz erstaunlicher, ehrlicher, schonungsloser Film.
Der Schriftsteller Gilbert Adair schreibt: „Die Popularität von Tod in Venedig läßt sich im Grunde nur damit erklären, daß Visconti für die Rolle des Tadzio einen Jüngling von solch hinreißender Schönheit fand, daß die Zuschauer, auch die Mann-Leser, den Eindruck gewannen, hier sei einem Modell Gerechtigkeit widerfahren, dem allgemein Einzigartigkeit attestiert wurde.“